# 10 Summers
10 Summers – debiutancki album amerykańskiego producenta muzycznego DJ-a Mustarda. Ogólnoświatowa premiera odbyła się 11 sierpnia 2014 roku. Wydawnictwo ukazało się nakładem wytwórni Pu$haz Ink, Roc Nation oraz Republic Records. Płyta została w całości wyprodukowana przez gospodarza, a wśród gości pojawili się YG, Ty Dolla Sign, Lil Wayne, Big Sean, 2 Chainz, Young Jeezy, Nipsey Hussle, Wiz Khalifa, Lil Boosie, Yo Gotti, Rick Ross, Fabolous, Iamsu!, TeeFlii, czy Dom Kennedy.

## Lista utworów
Źródło.
- Wszystkie utwory wyprodukowane zostały przez DJ-a Mustarda.

| Nr  | Tytuł utworu                                              | Długość |
| --- | --------------------------------------------------------- | ------- |
| 1.  | „Low Low (gości. Nipsey Hussle, Tee Cee & RJ)”            | 2:36    |
| 2.  | „Ghetto Tales (gości. Jay 305 & Tee Cee)”                 | 3:08    |
| 3.  | „Throw Your Hood Up (gości. Dom Kennedy, Royce & RJ)”     | 4:38    |
| 4.  | „No Reason (gości. YG, Young Jeezy, Nipsey Hussle & RJ)”  | 3:31    |
| 5.  | „Giuseppee (gości. 2 Chainz, Young Jeezy & Yo Gotti)”     | 3:50    |
| 6.  | „Face Down (gości. Lil Wayne, Big Sean, YG & Lil Boosie)” | 4:27    |
| 7.  | „Down on Me (gości. 2 Chainz & Ty Dolla Sign)”            | 4:04    |
| 8.  | „Can’t Tell Me Shit (gości. Iamsu! & AKAFrank)”           | 3:11    |
| 9.  | „Tinashe Checks In (Interlude)”                           | 1:59    |
| 10. | „4 Digits" (gości. Fabolous & Eric Bellinger)”            | 3:11    |
| 11. | „Ty Dolla Sign Checks In (Interlude)”                     | 1:08    |
| 12. | „Deep" (gości. Rick Ross, Wiz Khalifa & TeeFlii)”         | 3:37    |
|     |                                                           | 39:20   |